# Хандзо (персонаж)
Хандзо Шимада (яп. シマダ・ハンゾー Симада Хандзо:) — персонаж командных шутеров от первого лица Overwatch и Overwatch 2 компании Blizzard Entertainment и связанных с ними анимационных и литературных произведений. Помимо Overwatch, Хандзо также появлялся в качестве игрового персонажа в кроссоверной многопользовательской онлайн-игре Heroes of the Storm.
Хандзо — японец, старший брат другого игрового персонажа — Гэндзи. Оба были членами преступного японского клана Шимада. Старейшины клана заставили Хандзо привлечь Гэндзи к криминальным делам, однако из-за отказа последнего Хандзо был вынужден избавиться от него. Хандзо думал, что убил своего брата, из-за чего отрёкся от своей семьи и бежал из Японии, чтобы странствовать по всему миру в поисках искупления своих прошлых деяний. В игре он относится к классу «Урон». Хандзо — лучник, чьи способности включают в себя стрельбу быстрыми очередями стрел по приоритетным целям, прыжок вперёд, а также выявление местоположения вражеских игроков.
Хандзо был хорошо принят как критиками, так и игроками. Они высоко оценили его характер, дизайн и способности. Однако рецензенты также отмечают, что для эффективной игры на персонаже требуется практика.

## Разработка и дизайн

Хандзо и его брат Гэндзи, изначально задумывались разработчиками как один персонаж.

Изначально Хандзо и его брат Гэндзи задумывались как один персонаж киборг-ниндзя по имени Хандзо, владеющий луком и мечом. Из-за отсутствия чёткого дизайна и слишком большого количества элементов ниндзя, было решено разделить его на двух братьев, при этом Хандзо получил лук, имя и одежду оригинального персонажа. Он был одним из 12 персонажей Overwatch, представленных на BlizzCon 2014. Его описывали как легкобронированного охотника, способного карабкаться по стенам и видеть врагов сквозь препятствия.
Хандзо был назван в честь Хаттори Хандзо, одного из самых известных самураев и ниндзя в истории Японии. Хаттори также известен как «Демон Хандзо» — его образ послужил прообразом облика «Демон» для персонажа во время сезонного события «Ужасы на Хеллоуин». Сюжетная линия о Хандзо и Гэндзи была вдохновлена документальным фильмом «Мечты Дзиро о суши». Майкл Чу, бывший сценарист Overwatch, заявил, что Хандзо «весьма интересен, так как в зависимости от вашей трактовки он может быть как героем, так и злодеем. Мне кажется, он может быть и тем, и другим одновременно. Есть ещё много того, что предстоит узнать о нём». В оригинале на английском Хандзо озвучивает Пол Накаучи, в русской — Илья Исаев.
Во время премьеры Overwatch, Хандзо получил две способности: «Звуковую стрелу», способную на короткое время подсвечивать для союзников всех врагов в радиусе действия, и «Кластерную стрелу», способную разделяться на пять отдельных стрел, рикошетящих от стен. По мнению игроков и самой Blizzard вторая способность являлась слишком мощной, так как с её помощью зачастую можно было убить персонажей-танков за один выстрел. Это стало причиной высокой эффективности Хандзо и побуждало использовать его в качестве второго снайпера наряду с Роковой Вдовой, но делало его сложным персонажем для интеграции в кооперативные режимы. Ещё в ноябре 2017 года Джефф Каплан и команда Overwatch обсуждали возможность изменения набора умений Хандзо для решения этой проблемы. Новый набор умений был добавлен в игру с обновлением 3 мая 2018 года, где «Кластерная стрела» была заменена на «Шквал» — способность, позволяющая делать Хандзо шесть выстрелов подряд с большой скоростью. Наряду с другими баффами и нерфами его атакующих способностей, эти изменения были призваны сделать Хандзо в большей степени персонажем первой линии.

## Игровой процесс
В Overwatch Хандзо относится к классу «урон». Он является снайпером и его основное оружие — «Лук Бури». Лук имеет неограниченное количество стрел, которые можно выпускать последовательно одну за другой. Тетиву лука можно натягивать на протяжении одной секунды: чем дольше это происходит, тем больше наносимый урон и скорость полёта стрелы. У Хандзо есть две способности, связанные с его луком. Первая — «Звуковая стрела», которая позволяет ему и его союзникам видеть местоположение врагов, находящихся в области её действия. Вторая — «Шквал стрел», с помощью которого Хандзо может быстро выпустить шесть стрел с максимальным уроном и скоростью полёта. У Хандзо также есть способность «Выпад» — он совершает рывок вперёд, если находится в воздухе. Суперспособность Хандзо — «Удар дракона». При её использовании Хандзо стреляет одной стрелой, которая затем выпускает двух драконов, движущихся по прямой и проходящих через все препятствия. Любой противник, оказавшийся в области поражения драконов, получает непрерывный прямой урон, способный убить его за считанные секунды. У Хандзо также имеется пассивная способность — «Карабканье», которая позволяет ему взбираться вертикально по стенам.

## Появления

### Overwatch
Согласно биографии персонажа, Хандзо 40 лет. Ранее он жил в вымышленном японском городе Ханамура. Хандзо принадлежит к семье Шимада, преступному клану убийц. Будучи старшим сыном в семье, Хандзо был обязан унаследовать империю своего отца Содзиро Шимада. Его готовили к этому ещё с раннего детства. Уже тогда он демонстрировал мастерство в боевых искусствах, стрельбе из лука и обращении с мечом. После смерти отца старейшины клана поручили Хандзо выправить положение его младшего брата Гэндзи, который вёл беззаботный и разгульный образ жизни. После его отказа старейшины приказали Хандзо убить брата, что ему почти удалось. Гэндзи своевременно спасает доктор команды Overwatch — Ангела Циглер. Однако Хандзо посчитал, что убил своего брата, и это разбило его сердце. Он решил отречься от империи отца и покинуть клан. Согласно лору игры, в настоящее время Хандзо странствует по миру, «пытаясь восстановить свою честь, чтобы упокоить наконец призраки прошлого».

### Heroes of the Storm
Хандзо был добавлен в кроссоверную многопользовательскую онлайн-игру Heroes of the Storm от Blizzard в декабре 2017 года во время события «Драконы Нексуса». Набор умений Хандзо в игре аналогичен его способностям в Overwatch: «Лук бури», «Звуковая» и «Кластерная» стрелы, «Карабкание» и «Удар дракона».

### Другие появления

Хандзо, представленный в десятом выпуске комикса «Отражения» — серии цифровых комиксов под авторством Мики Монтльо.

#### Короткометражки
В мае 2016 года Хандзо впервые появился в ролике «Два дракона», третьей по счёту в серии короткометражек по Overwatch. Хандзо возвращается в замок Шимада в Ханамуре, чтобы почтить память своего брата Гэндзи. Несмотря на присутствие охранников, он легко расправляется с ними. Пока он делал подношения в храме, из тени появляется незнакомец, который, как предполагает Хандзо, был послан убить его. Они оба сражаются на равных, затем у Хандзо закачиваются стрелы и последней стрелой он выпускает Удар Дракона. К удивлению, убийца также может призывать драконов и он направляет их против Хандзо. Побеждённый Хандзо хладнокровно принимает свою учесть, но убийца щадит его. После этого убийца снимает свою маску и оказывается, что на самом деле он является Гэндзи. Он говорит, что прощает Хандзо за то, что он пытался его убить. Когда Гэндзи пытается уйти, Хандзо наставляет на него лук, называет брата глупцом и говорит, что «настоящая жизнь — это не сказки отца». Несмотря на это, Гэндзи отвечает, что всё ещё верит в своего брата и надеется, что он выберет правильный путь. После ухода Гэндзи, Хандзо возвращается в храм, чтобы закончить своё подношение.

## Реакция
В своём обзоре игры, вскоре после её выхода, Мэтт Ким из Inverse назвал Хандзо «любимцем фанатов», а Эммануэль Майберг из Motherboard описал как «одного из самых ярких персонажей». В конкурсе Twinfinite в звании Gaming’s Best 2017 Archer (с англ. — «Лучший лучник 2017 года, представленный в видеоигре») Хандзо победил в двух из четырёх номинациях: «Arrow Variety» и «Fashion Style». Джастин Картер заявил, что «на его освоение может потребоваться много времени, но как только вы освоите его — это окупится, и вы станете одним из лучших снайперов в своей команде во время игры».
В сообществе Overwatch игроков, которые часто выбирают Хандзо, уничижительно называют «Хандзо-мейнеры» (англ. Hanzo Mains), поскольку другие игроки обычно считают, что «Хандзо-мейнеры» недостаточно хорошо владеют персонажем, чтобы внести свой вклад в усилия команды. Таких игроков часто высмеивают или советуют переключиться на другого персонажа. Люди, которые часто играют на Хандзо, в интервью с Kotaku заявили, что для них он был одним из наиболее сбалансированных героев.
Термин «Хандзо-мейн» использовался и за пределами Overwatch. Во время президентских выборов в США в 2016 году организация Nuisance Committee, основанная создателями Cards Against Humanity, создала рекламный баннер с изображением Дональда Трампа, играющего в Overwatch, с надписью: «Дональд Трамп мейнит Хандзо и жалуется на игроков по команде в чате. ТрампНеКомандныйИгрок.com». Этот термин стал ещё более популярен благодаря вирусному твиту в марте 2017 года, когда школьница получила выговор в школе за то, что назвала одноклассника «Хандзо-мейнером» за кражу её карандаша.
Матеуш Моньон основал Национальную церковь Хандзо в Бразилии в 2017 году в честь этого персонажа. Моньон заявил, что создал церковь как форму протестного искусства, чтобы показать, насколько нелепа бразильская законодательная система. Кроме того, причина, по которой он выбрал Хандзо вместо Лусио (родившегося в Бразилии) или Ангела (внешний вид которой больше подходит к религиозным образам) связана со сходством персонажа с Иисусом.
В мае 2017 года Tumblr проанализировал свои данные, чтобы определить, какие любовные пары персонажей Overwatch были наиболее популярными. Они показали, что пара Хандзо и Кэссиди (McHanzo) была самой популярной и что во всех постах их представляли как пару в 35 % случаев. Фанфик, посвящённый McHanzo, под названием «Hang the Fool» (с англ. — «Повесь дурака»), опубликованный в Archive of Our Own, был назван Kotaku, как «самый продолжительный». Он начал публиковаться с июня 2016-го, и к концу 2017 года фанфик набрал более 300 000 просмотров, и даже получил собственный фэнзин. Актёр озвучивания Кэссиди, Мэттью Мерсер, назвал эту пару «очаровательной», отметив, что такие контрастирующие личности персонажей делают эту связь интересной. Директор и дизайнер персонажей Overwatch, Джефф Каплан, отвечая на вопрос фанатов на BlizzCon 2017, заявил, что McHanzo — одна из двух его любимых пар в игре; другая — Фарра и Ангел.

## Комментарии
1. ↑  До 2021 года персонажа звали Джесси Маккри, но, в связи со скандалами о домогательствах внутри компании Blizzard, персонажа переименовали в Коула Кэссиди. Джесси Маккри — один из разработчиков Overwatch. Он был уволен из Blizzard в июле 2021 года.